# با (أساطير فرعونية)

البا

با بمثابة «الروح» في معتقدات المصري القديم، تكون مرتبطة بجسد الإنسان لكن يمكنها مغادرة الجسد، ويمكنها الرجوع إليه.
وصورها المصري القديم بطائر له رأس مشابهة تماما للشخص، وهي تنفصل عنه عند مماته وتصعد إلى السماء.
في الكتب الدينية كانت توصف البا بالصقر الذي يرتفع في السماء وأحيانا كالبجعة أو الجرادة التي تقفز إلى السماء. فهي «روح حرة» يمكنها التشكل في هيئة أحد الطيور المقدسة والارتفاع في السماء عند وفاة الشخص.

## كتابتها بالهيروغليفية
| bA | Z1 |
B3
با 

## التفرقة بين أنواع الأرواح لدى قدماء المصريين
يمكن بتتبع التطور التاريخي في نشأة تعريفات المصري القديم محاولة لفهم رؤيتهم للجسد والروح. فقد اعتقد المصري القديم في البعث والحياة بعد الموت، وله من أقاصيص الأولين اسطورة إيزيس وأوزوريس التي تلعب دورا رئيسيا في معتقداتهم الدينية.

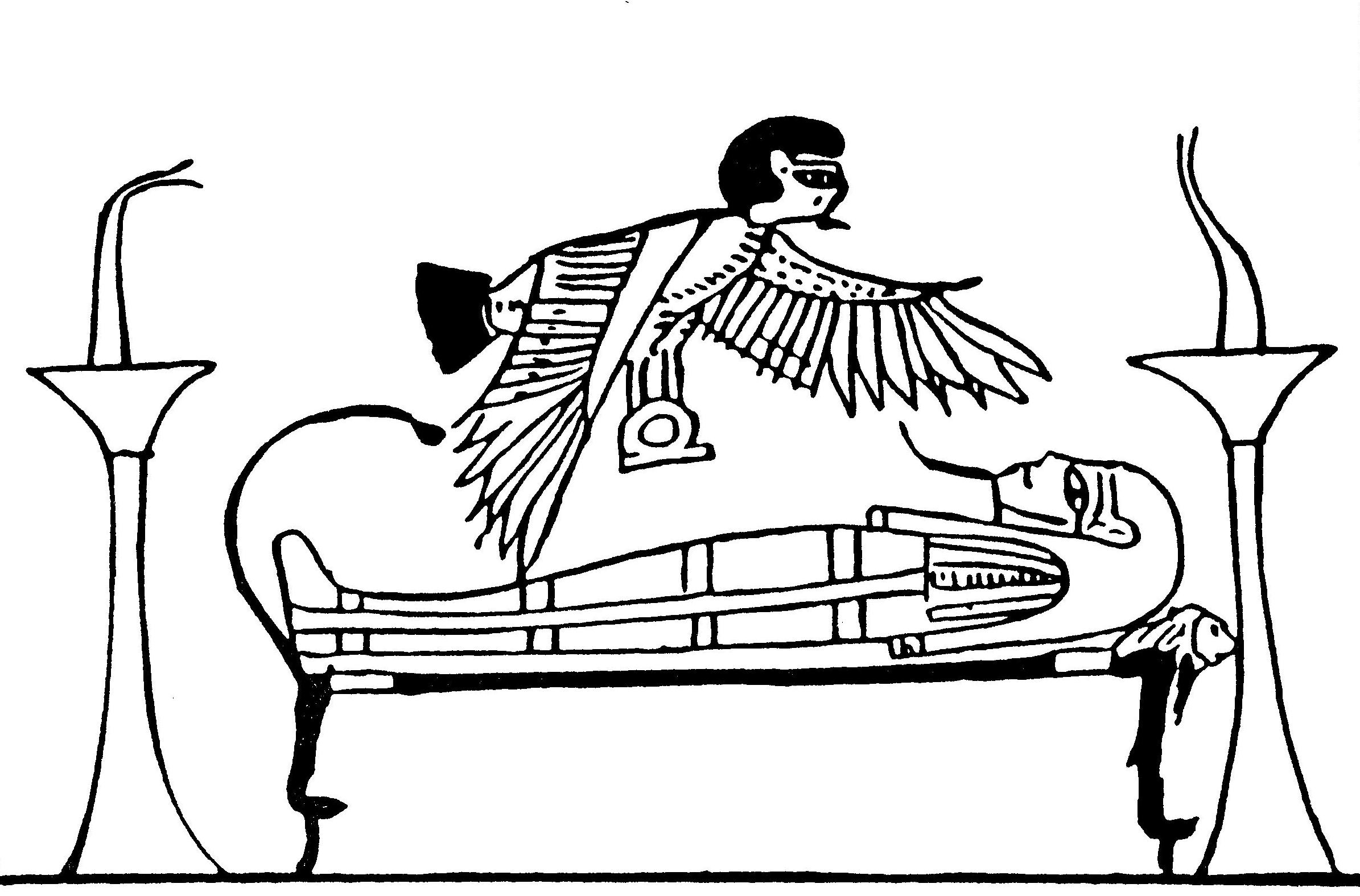
تصوير طائر البا فوق جسد الميت (من كتاب الموتى).

في الدولة القديمة فرق المصري القديم بين ثلاثة أنواع من الروح ونفس الإنسان، وأعطاهم تعريفات: كا و با وآخ. ولكن ما نعرفه عن تلك التعريفات فهو غير واضح تماما بالنسبة لأدوارهم في الحياة والممات.
خلال الدولة القديمة ساد التعريف كا الذي يمثل الروح التي تعطي للجسد القوة الحيوية. وتغادر الكا الجسد بعد وفاة الشخص ولكنها تبقى قريبة منه. وكان من مهامها حماية الجسد ومساعدته على البقاء في المرتبة التي كان يعيش فيها أثناء حياته. وأما الآخ فهي روح تظهر بعد الوفاة وتصل إلى تلك المرتبة من خلال استنارة و «تسامي» حتى تصبح آخ.
البا بعكس الكا اكتسبت معناها بعد نهاية الدولة القديمة. فيبدو أن البا كانت خلال الدولة القديمة تختص فقط بالملك. وبدأت في استخدامها خلال الفترة الانتقالية الأولى وخلال الدولة الوسطى ونجدها في نصوص توابيت الطبقة المتوسطة، بغرض الحصول على بعض ميزات التي يتمتع بها فرعون. وكان من ضمن خصائص البا حرية الحركة. فهي تظهر في شكل طائر له رأس تشبه الميت. ولكنه يستطيع اتخاذ أشكالا أخرى، ومن ضمنها شكل الشخص نفسه.
خلال الحياة تكون البا محصورة في جسم الإنسان، وعند ممات الشخص تنفصل عن جسمه. وكانوا يعتقدون ان البا لا يكون لها وجود قبل الحياة وإنما تنشأ في جسم الإنسان. وتبقى مع الجسد - المومياء- رغم استطاعتها الصعود إلى السماء ككائن سماوي.
وطبقا لرغبة أقرباء الميت فيمكن للبا تبعه الحضور إلى القبر، وكانوا يعتقدون في إمكانية عودة الروح إلى الجسد. ولكي يجذبوا البا للمومياء فعليهم تقديم مشربا له. وكان قدماء المصريين يعتقدون أن البا ليست محصنة ضد الموت أو ضد الأسر، بل يمكن أيض إفنائها.
في نفس الوقت كانوا يعتقدون أن البا يمكنها أن تصعد إلى السماء لتصبح نجما مع النجوم بعد وفاة الشخص. تشير إلى ذلك مخطوطة في متحف اللوفر بباريس [pLouvre N 2420 c], حيث تطلب الميتة في التابوت أن تكون في ناحية أحد أبراج السماء Chatiu Dekane.
ويوجد في كتاب الموتى تحت رقم 158 هذا الطلب في الصيغة:«أطلق سراحي وانظر لي. إنني من نجوم مجموعة شاتيو المقرر تحريرها عند رؤيتها جب (إله)».

## اقرأ أيضا
- كا
- آخ (أساطير فرعونية)